# Panicum philadelphicum
Panicum philadelphicum är en gräsart som beskrevs av Johann Jakob Bernhardi och Carl Bernhard von Trinius. Panicum philadelphicum ingår i släktet vipphirser, och familjen gräs. Inga underarter finns listade i Catalogue of Life.